# زیردریایی کلاس کارپ
سابمارین کلاس کارپ (به انگلیسی: Karp-class submarine) یک کلاس از زیردریایی است که طول آن ۳۹٫۶ متر (۱۲۹ فوت ۱۱ اینچ) می‌باشد.